# Nachrichten aus der Chemie
Die Nachrichten aus der Chemie (NadC) ist eine von der Gesellschaft Deutscher Chemiker (GDCh) herausgegebene und seit Januar 2015 bei Wiley-VCH verlegte Fachzeitschrift.
Die Nachrichten oder die Blauen Blätter, wie die Zeitschrift in Fachkreisen wegen ihres ursprünglich blauen Papiers genannt wird, erscheinen monatlich (seit 2000 ohne den Monat August) mit insgesamt etwa 1300 Seiten pro Jahr. Mitglieder der GDCh erhalten die Zeitschrift im Rahmen ihrer Mitgliedschaft. 1977 bis 1999 war der Name der Zeitschrift Nachrichten aus Chemie, Technik und Laboratorium. Von 1953 bis 1976 hieß sie Nachrichten aus Chemie und Technik, NCT, und erschien zweimal im Monat im Verlag Chemie, Weinheim. Artikel seit 1953 sind online über Wiley-Interscience verfügbar. Alle Artikel haben einen Digital Object Identifier (DOI).
Das Heft gliedert sich in verschiedene Teile. Im Magazinteil findet man Fachaufsätze renommierter Autoren aus dem Gesamtspektrum der Chemie, der Blickpunkt bringt Aufsätze und Reportagen zu den Spezialthemen Synthese, Analytik, Wirtschaft, Fachdidaktik, Computing und Biowissenschaften. Der Journalteil präsentiert Buchrezensionen, Termine, Tagungsberichte, Leserbriefe und Personalnachrichten. Gesellschaftsinterna stehen im GDCh- und Berufsberichte sowie Stellenanzeigen im Karriereteil. Viermal im Jahr enthält die Zeitschrift die Nachrichten der Gesellschaft Österreichischer Chemiker (GÖCh). Im Gegensatz zu anderen ebenfalls von der GDCh (meist bei Wiley-VCH) herausgegebenen Zeitschriften handelt es sich bei den Nachrichten aus der Chemie nicht um eine Peer-Review-Zeitschrift, stattdessen wird ein Redaktions-Review durchgeführt.
Chefredakteur des Magazins ist Christian Remenyi, Redakteure sind Eliza Leusmann, Katharina Käfer und Luca Blicker.

## Geschichte
Nach der politischen Wende (1989) in der Deutschen Demokratischen Republik erschienen die Mitteilungsblätter der Chemischen Gesellschaft der DDR als Bestandteil der Nachrichten.